# Östra Ljungby
Östra Ljungby är en tätort i norra delen av Klippans kommun och kyrkby i Östra Ljungby socken i Skåne, belägen vid motorvägen på E4:an mellan Åstorp och Örkelljunga. 

## Befolkningsutveckling
| Befolkningsutvecklingen i Östra Ljungby 1960–2020 | Befolkningsutvecklingen i Östra Ljungby 1960–2020 | Befolkningsutvecklingen i Östra Ljungby 1960–2020 | Befolkningsutvecklingen i Östra Ljungby 1960–2020 | Befolkningsutvecklingen i Östra Ljungby 1960–2020 |
| ------------------------------------------------- | ------------------------------------------------- | ------------------------------------------------- | ------------------------------------------------- | ------------------------------------------------- |
|                                                   |                                                   |                                                   |                                                   |                                                   |
| År                                                |                                                   |                                                   | Folkmängd                                         | Areal (ha)                                        |
| 1960                                              | 1960                                              |                                                   | 481                                               |                                                   |
| 1965                                              | 1965                                              |                                                   | 607                                               |                                                   |
| 1970                                              | 1970                                              |                                                   | 748                                               |                                                   |
| 1975                                              | 1975                                              |                                                   | 866                                               |                                                   |
| 1980                                              | 1980                                              |                                                   | 930                                               |                                                   |
| 1990                                              | 1990                                              |                                                   | 877                                               | 95                                                |
| 1995                                              | 1995                                              |                                                   | 877                                               | 95                                                |
| 2000                                              | 2000                                              |                                                   | 858                                               | 95                                                |
| 2005                                              | 2005                                              |                                                   | 893                                               | 96                                                |
| 2010                                              | 2010                                              |                                                   | 935                                               | 100                                               |
| 2015                                              | 2015                                              |                                                   | 1 740                                             | 229                                               |
| 2020                                              | 2020                                              |                                                   | 1 876                                             | 225                                               |
| Anm.: Sammanvuxen med Stidsvig 2015.              |                                                   |                                                   |                                                   |                                                   |

## Samhället
Här ligger bland annat Östra Ljungby kyrka, en naturbruksgymnasieskola, ett industriområde, en grundskola, en busstation, en fd Gulfmack som numera är gatukök och pizzeria samt ett friluftsbad.

## Personer från orten
Sångerskan Marie Fredriksson flyttade till Östra Ljungby som fyraåring. Hennes föräldrar har även ägt en inspelningsstudio i byn.

### Fotnoter
1. 1 2  Statistiska tätorter 2023, befolkning, landareal, befolkningstäthet per tätort, SCB, 28 november 2024, läs online.[källa från Wikidata]
2. ↑  Befolkning i tätorter 1960-2010, SCB, läs online, läst: 22 februari 2014.[källa från Wikidata]
3. ↑  Kodnyckel för SCB:s statistiska tätorter och småorter - Koppling mellan gammalt och nytt kodsystem, SCB, 11 november 2021, läs online.[källa från Wikidata]
4. ↑  ”Landareal per tätort, folkmängd och invånare per kvadratkilometer. Vart femte år 1960 - 2016”. Statistiska centralbyrån. Arkiverad från originalet den 13 juni 2017. https://web.archive.org/web/20170613011648/http://www.statistikdatabasen.scb.se/pxweb/sv/ssd/START__MI__MI0810__MI0810A/LandarealTatort/?rxid=ff9309f9-7ecb-480f-a73c-08d86b3e56f8. Läst 18 maj 2017.